# Abell 1689

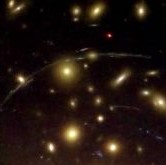
Gracitációs lencse hatása az Abell 1689-ben

Az Abell 1689 az ismert galaxishalmazok közül az egyik legsűrűbb, a csupán 2 millió fényév átmérőjű térrészben galaxisok ezrei zsúfolódnak össze. Gömb alakja kitűnő gravitációs lencsévé teszi, amely ívekké húzza szét a távoli galaxisok képét. A lencse képalkotása alapján a csillagászok kiszámították a sötét anyag eloszlását a halmazon belül.
| Abell 1689         |                         |
| ------------------ | ----------------------- |
| Katalógusszáma     | Abell 1689              |
| Távolsága          | 2,2 milliárd fényév     |
| Galaxisok száma    | >3000                   |
| Legfényesebb tagja | Névtelen galaxis (17,0) |